# Ruddy Buquet
Ruddy Buquet (Amiens, 29 gennaio 1977) è un arbitro di calcio francese.

## Carriera
Inizia la sua carriera da arbitro nel 2003, arbitrando i Championnat National. Dal 2008 diventa uno degli arbitri della Ligue 1. Dal 2009 è diventato arbitro anche della Champions League e dell'Europa League. Nel 2012 ha arbitrato la sua prima partita ufficiale in un Europeo, nel match di qualificazione terminato 0-0 tra Bielorussia e Montenegro, e nello stesso girone anche Germania contro Bielorussia, match terminato 3-3. Ha arbitrato due partite anche nelle qualificazione dell'edizione successiva.
Nell'ottobre 2015 è selezionato dalla FIFA per prender parte al Campionato mondiale di calcio Under-17 2015 in programma in Cile.
Il 10 agosto 2018, nella partita inaugurale di Ligue 1 tra Olympique Marsiglia e Tolosa, assegna il primo calcio di rigore con il VAR nella storia del campionato francese.
Il 17 settembre 2019 arbitra un match dei gironi di UEFA Champions League fra Football Club Internazionale Milano e Sportovní Klub Slavia Praha